# Ickelheim

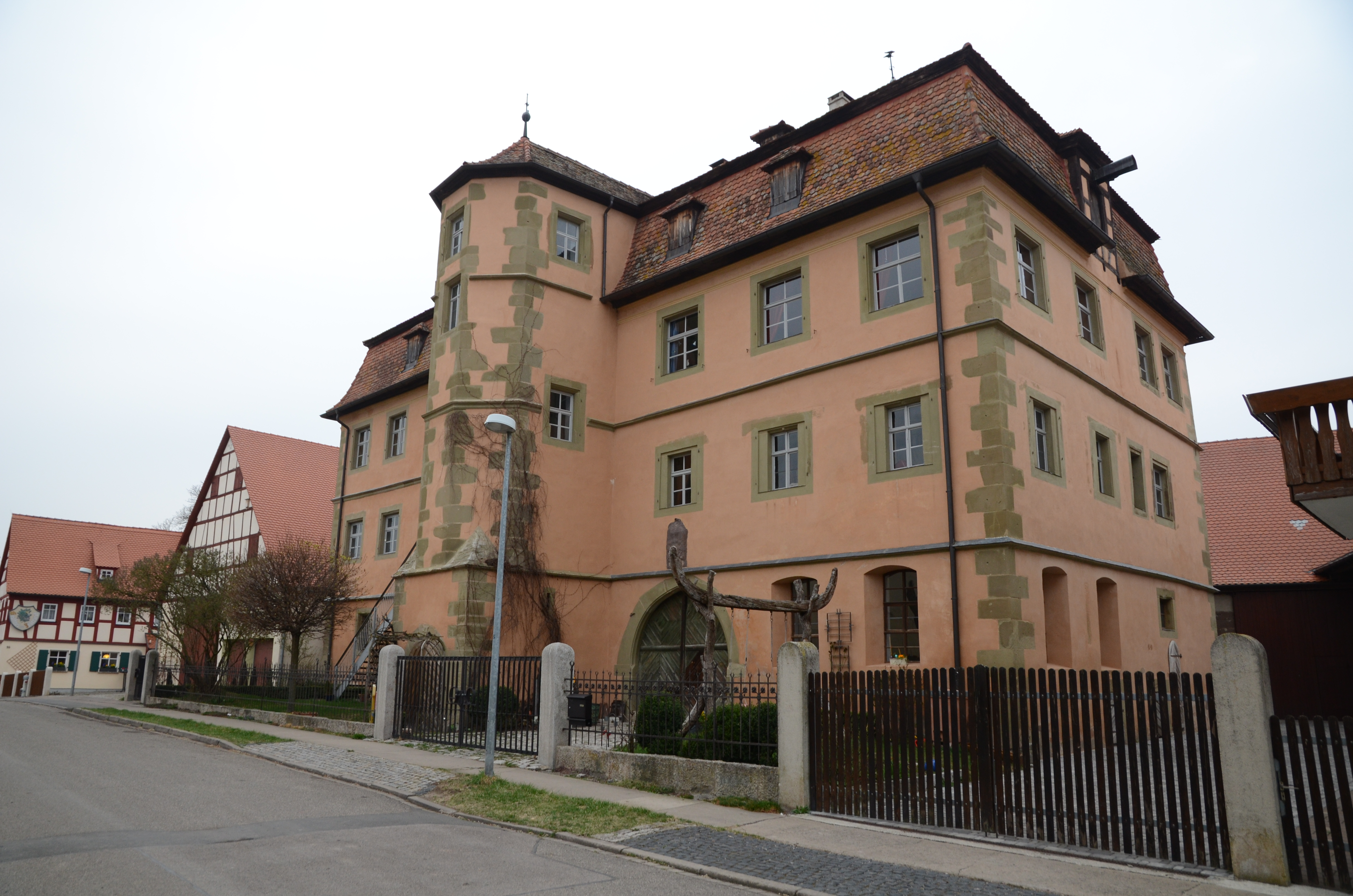
Schloßstr. 12: Ehemaliges Amtshaus des Deutschen Ordens

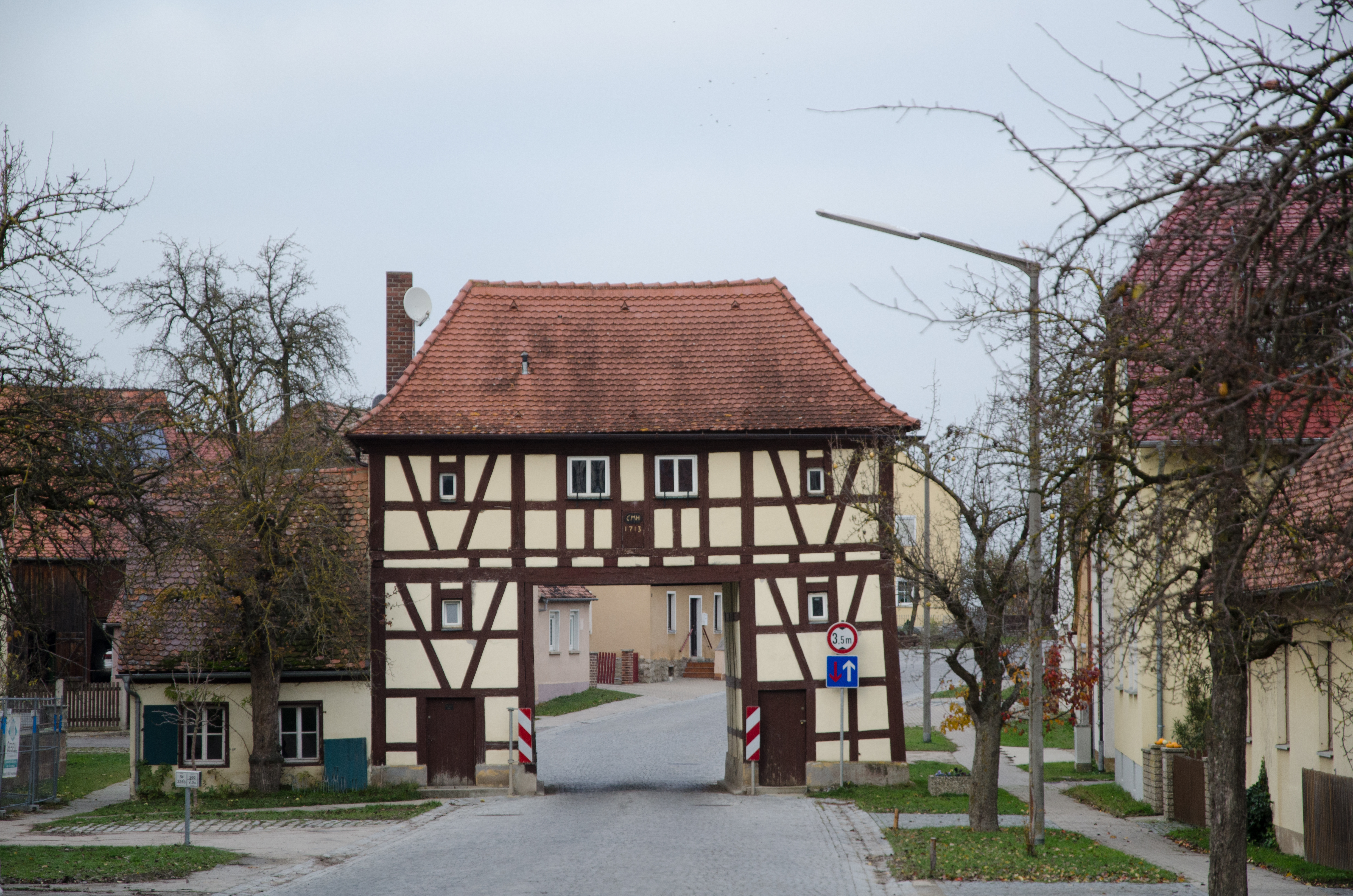
Hauptstr. 16: Unteres Torhaus

Ickelheim (fränkisch: Igla) ist ein Gemeindeteil der Stadt Bad Windsheim, Landkreis Neustadt an der Aisch-Bad Windsheim (Mittelfranken, Bayern). Die Gemarkung Ickelheim hat eine Fläche von 14,551 km². Sie ist in 1419 Flurstücke aufgeteilt, die eine durchschnittliche Fläche von 10254,45 m² haben.

## Geographie
Das Pfarrdorf liegt in der Windsheimer Bucht und ist von Feldern umgeben (Nordwesten: Weißes Feld, Westen: Ried, Osten: Schorn). Durch den Ort fließt der Linkenbach, der ein rechter Zufluss der Aisch ist. 0,75 km nordöstlich erhebt sich der Selbertsbuck (331 m ü. NHN), 2 km südöstlich im Bannholz der Sulzberg (411 m ü. NHN).
Die Staatsstraße 2253 führt zur Bundesstraße 470 (2 km nördlich) bei Bad Windsheim bzw. nach Breitenau (3,2 km südöstlich). Eine Gemeindeverbindungsstraße führt an der Wasen- und Penleinsmühle vorbei nach Sontheim zur Kreisstraße NEA 39 (1,7 km südlich).

## Geschichte
Gegründet wurde der Ort wahrscheinlich während der Fränkischen Landnahme als Königshof, der in einer Urkunde von 889 als „Ikilenheim“ bezeugt wurde. Das Bestimmungswort des Ortsnamens ist der Personenname Ikkilo. Es entwickelte sich zu einem Runddorf mit zwei Torhäusern, das von einem Wall und Graben umgeben war.
Im Jahr 1249 wurde in einer päpstlichen Bulle bestätigt, dass das Kloster Heilsbronn u. a. in „Ikilneim“ begütert ist.
1259 erscheinen in einer Urkunde die Nürnberger Burggrafen und die Stadt Uffenheim als Grundherren. Die Burggrafen lenkten die Geschicke Ickelheims ab 1282 von ihrem Vicedomsitz Neustadt aus. 1294 schenkte Konrad IV. seinen Besitz dem Deutschen Orden. Von den Geistlichen Hans Heberlein und Georg Buscher ausgehender Widerstand gegen die Reformation und Streitigkeiten mit dem Deutschorden als Besitzer des größten Teils Ickelheims verzögerten dort bis 1557 die Umsetzung der Reformation, obwohl die Gemeinde bereits 1539 einen evangelischen Pfarrer gefordert hatte. 1565 wurde das Vogteiamt Ickelheim gebildet, das zur für Ickelheim zuständigen Deutschordenskommende Virnsberg gehörte. Aus dieser Zeit stammt das Amtshaus, das heute noch erhalten ist. Während des Dreißigjährigen Krieges traf im Oktober 1621 der Heerführer Peter Ernst II. von Mansfeld mit einem Teil (der „Artolerey“) seiner Truppen in Ickelheim ein, und im Herbst 1631 kam es wie in Marktbergel und Ipsheim zu Übergriffen durch kaiserliche Truppenteile.
Gegen Ende des 18. Jahrhunderts gab es in Ickelheim 114 Anwesen. Das Hochgericht übte das Obervogteiamt Virnsberg aus. Die Dorf- und Gemeindeherrschaft hatte das Vogteiamt Ickelheim. Grundherren waren das Vogteiamt Ickelheim (81 Anwesen: Schloss, Schulhaus, Jägerhaus, 2 Wirtshäuser, 15 Höfe, 6 Güter, 3 Gütlein, 2 Halbgütlein, 34 Häckersgütlein, 2 halbe Häckersgütlein, 13 Häuser, 1 Mühle), die Gemeinde Ickelheim (2 Torhäuser, Schmiede, Gemeindehaus, Gemeindehirtenhaus, Synagoge), die Pfarrei Ickelheim (Pfarrhaus, Frühmesshaus, 1 Hof, 2 Häckersgütlein), die Pfarrei Linden (1 Häckersgut), das brandenburg-bayreuthische Kastenamt Windsheim (3 Güter, 2 Häuser), die Reichsstadt Windsheim (4 Güter), und das Verwalteramt Burgbernheim des Juliusspitals Würzburg (1 Haus).
1806 kam Ickelheim an das Königreich Bayern. Im Rahmen des Gemeindeedikts wurde 1808 der Steuerdistrikt Ickelheim gebildet, zu dem Linkenmühle und Wasenmühle gehörten. 1811 entstand die Ruralgemeinde Ickelheim, die deckungsgleich mit dem Steuerdistrikt war. Sie war in Verwaltung und Gerichtsbarkeit dem Landgericht Ansbach zugeordnet und in der Finanzverwaltung dem Rentamt Ansbach. Am 1. Januar 1821 kam Ickelheim an das Landgericht Windsheim und an das Rentamt Ipsheim. Ab 1862 gehörte Ickelheim zum Bezirksamt Uffenheim (1939 in Landkreis Uffenheim umbenannt) und ab 1856 zum Rentamt Windsheim (1919 in Finanzamt Windsheim umbenannt, seit 1972 Finanzamt Uffenheim). Die Gerichtsbarkeit blieb beim Landgericht Windsheim (1879 in Amtsgericht Windsheim umbenannt), seit 1973 ist das Amtsgericht Neustadt an der Aisch zuständig. Die Gemeinde hatte 1964 eine Gebietsfläche von 14,578 km².
Im Zuge der Gebietsreform in Bayern wurde Ickelheim am 1. Juli 1976 nach Bad Windsheim eingemeindet.
1987 errang Ickelheim im Bundeswettbewerb „Unser Dorf soll schöner werden“ die Goldmedaille.

### Baudenkmäler
In Ickelheim gibt es 20 Baudenkmäler:
- Hauptstr. 16: Unteres Torhaus
- Hauptstr. 34: Gasthaus Goldenes Kreuz mit Scheune
- Hauptstr. 42: St. Georg, evang.-luth. Pfarrkirche mit Kirchhofmauer und Kriegerdenkmal
- Hauptstr. 55: Hofanlage mit Nebengebäuden
- Hauptstr. 62: Oberes Torhaus
- Mittelgasse 11: ehemalige Synagoge
- Schloßgasse 12: ehemaliges Amtshaus des Deutschen Ordens
- Schloßgasse 16: Gasthaus zur Jägersruh
- diverse Wohnhäuser

### Bodendenkmäler
In der Gemarkung Ickelheim gibt es 27 Bodendenkmäler.

### Einwohnerentwicklung
| Jahr      | 1818   | 1840   | 1852   | 1855   | 1861   | 1867   | 1871   | 1875   | 1880   | 1885   | 1890   | 1895   | 1900   | 1905   | 1910   | 1919   | 1925   | 1933   | 1939   | 1946   | 1950   | 1952   | 1961   | 1970   | 1987   | 2011 | 2019 |
| Einwohner | 706    | 704    | 720    | 709    | 678    | 645    | 651    | 612    | 640    | 683    | 666    | 642    | 596    | 537    | 573    | 538    | 526    | 521    | 504    | 793    | 784    | 675    | 537    | 496    | 575    | 518  | 625  |
| Häuser    | 100    | 105    |        |        |        |        | 127    |        |        | 137    | 119    |        | 125    |        |        |        | 113    |        |        |        | 119    |        | 114    |        | 179    |      |      |
| Quelle    | [ 23 ] | [ 24 ] | [ 25 ] | [ 25 ] | [ 26 ] | [ 27 ] | [ 28 ] | [ 29 ] | [ 30 ] | [ 31 ] | [ 32 ] | [ 25 ] | [ 33 ] | [ 25 ] | [ 34 ] | [ 25 ] | [ 35 ] | [ 25 ] | [ 25 ] | [ 25 ] | [ 36 ] | [ 25 ] | [ 18 ] | [ 37 ] | [ 38 ] |      |      |

## Religion
Der Ort ist Sitz der Pfarrei St. Georg und ist seit der Reformation evangelisch-lutherisch geprägt. Die Katholiken sind nach St. Bonifaz (Bad Windsheim) gepfarrt.